# Saint-Étienne-de-Maurs
Saint-Étienne-de-Maurs település Franciaországban, Cantal megyében. Lakosainak száma 787 fő (2022. január 1.). Saint-Étienne-de-Maurs Boisset, Leynhac, Maurs, Quézac, Saint-Julien-de-Toursac és Saint-Constant-Fournoulès községekkel határos.

## Népesség
A település népessége az elmúlt években az alábbi módon változott:
| Lakosok száma | 516  | 658  | 674  | 714  | 788  | 783  | 784  | 785  | 782  | 787  |
|               | 1968 | 1982 | 1990 | 2006 | 2013 | 2015 | 2017 | 2019 | 2020 | 2022 |